# Космологія в юдаїзмі
Космологія в юдаїзмі — в філософії і богослов'ї юдаїзму знаходять відображення різні світоглядні проблеми, пов'язані з космологією (наукою про властивості та еволюцію світобудови) на різних етапах розвитку цієї науки. Еволюція поглядів юдеїв на будову Всесвіту простежується з Біблійного періоду через Талмуд і середньовічних філософів, таких як Маймонід, особливо в рамках вироблення ставлення до вчення Аристотеля. У перехідний період до нового часу становить інтерес загалом позитивне ставлення єврейських учених до системи Коперника.

## Вступ
Найпопулярніший список догматів віри Маймоніда не містить вказівок про правильний погляд на будову Всесвіту, хоча сам Маймонід включає опис будови світу у свій кодекс «Мішне Тора». У зв'язку з цим багато разів ставилося питання, як саме треба розуміти опис створення і будови світу в Біблії, наскільки можна застосовувати алегоричний підхід до Писання і як узгодити біблійне оповідання та наукові уявлення.

## Біблійний період

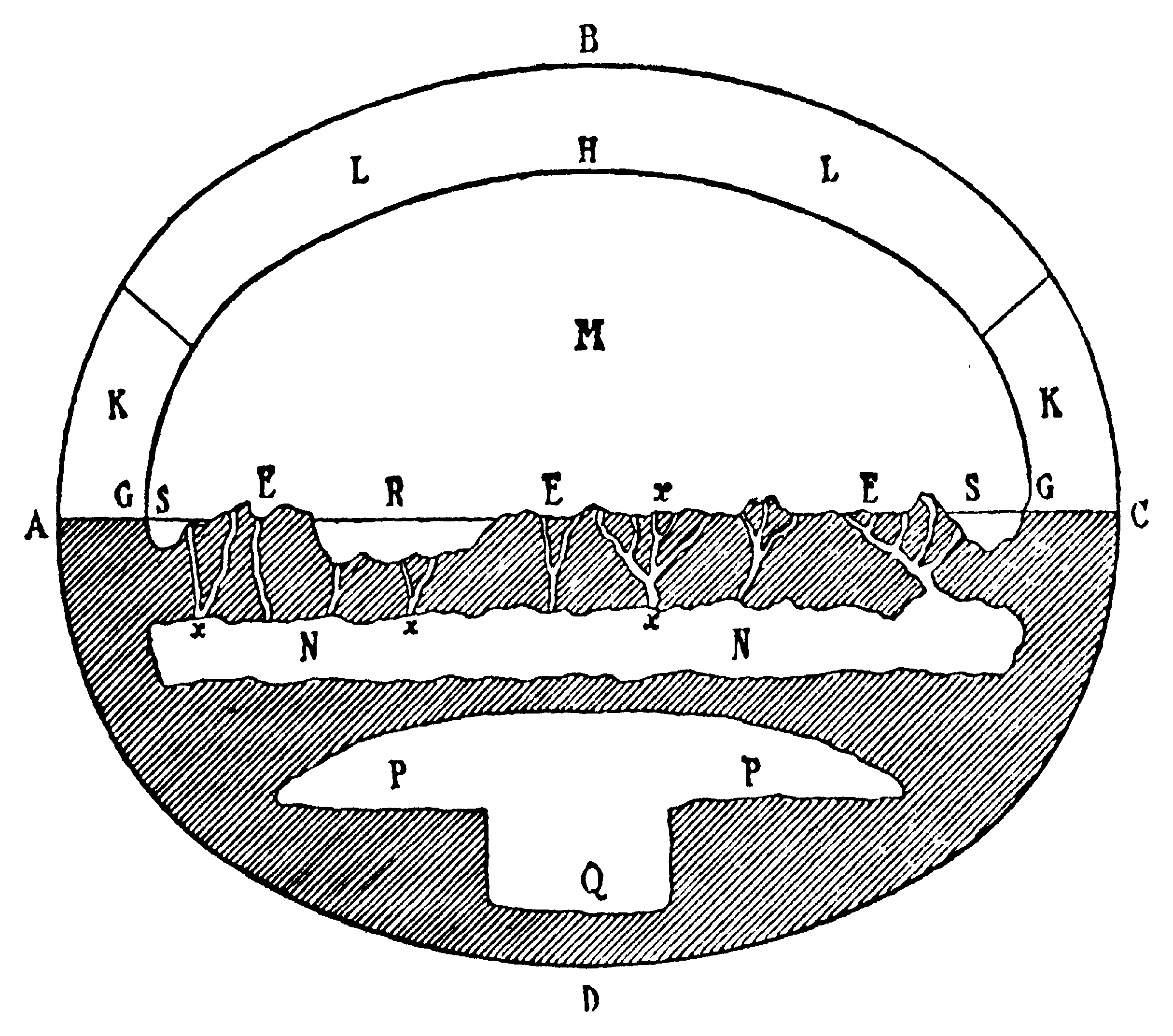
Спроба академічної реконструкції біблійної космографії відомим астрономом Дж. В. Скіапареллі. На малюнку позначено: ABC — полог неба, ADC — крива безодні, AEC — площину землі і морів, EEE — Земля, GHG — підтримує його твердий звід, KK — сховище вітрів, LL — небесні води, джерело дощу, M — повітряний простір, де формуються хмари, NN — підземна водойма (з'єднана з морем протоками), PQP — житло мертвих («sheol», שאול), SS — море, xxx — джерела з безодні.

Створення світу за Книгою Буття насамперед підкреслює космогонічний аспект — увесь Світ виник частинами протягом певного періоду часу, починаючи з неба, землі та світла і закінчуючи людиною. Біблія, на відміну від інших стародавніх оповідей, не знає теогонії, тобто не нічого не говорить про походження самого Бога — Бог існував завжди, і з Його волі виник світ (Бут. 1).
Серед створених у першому розділі Книги Буття речей — небесна твердь (івр. «raki'a», רקיע, Бут 1:6), що розділяє нижні і верхні води (Бут. 1:7), а також небесні тіла, які встановлені на небесній тверді (Бут 1:14). Світила покликані стати знаками, часами, днями і роками, під чим, імовірно, мається на увазі поняття про денний і річний цикл небесних тіл. Хоча «твердь» (івр. «raki'a», רקיע, Бут 1:6,7,15,20) названа небесами, питання, чи є якась відмінність між цими поняттями, все одно поставало. Багато традиційних коментаторів до нового часу розуміли івр. «raki'a» רקיע як тверду сферу, яка, можливо, і не збігається з небом, але про цьому входить до структури небес. Це, наприклад, такі мудреці, як Раші, Нахманід і Абрабанель.
Деякі інші класичні коментатори Тори проводили відмінність між «raki'a» і твердими небесами, хоча і не сумнівалися в існуванні останніх. Так, Ібн Езра (1089-1164) і раббі Давид Кімхі (1160-1235)  стверджували, що «raki'a» — це івр. «avir», אויר (повітря, простір між нижньою водою в морях і верхньої водою). Полеміку щодо тлумачення небес і тверді підсумував традиційний коментатор Малбім у XIX столітті: «Коментатори будували замки на павутині, тому що думали, що зірки містяться на твердому небі, але тепер ми знаємо, що вони містяться в етері».
Небо описується в Біблії як намет над кругом землі (Іс. 40:22 ). У цьому місці вжито слово івр. «khug», חוג, яке, швидше за все, означає «коло», а не «куля». Від цього ж кореня походить інструмент теслі івр. «mekhuga», מחוגה для виготовлення круглих предметів в Іс. 40:22. Небосхил підтримується колонами (Йов. 26:11), у ньому можуть відчинитися вікна (Бут. 7:11)  , по ньому рухаються світила, як у Книзі Єгошуа (Ісуса Навина), де він зупинив місяць і сонце (Іс. Нав. 10:12-14).